# ماساهيكو شيمادا
ماساهيكو شيمادا (باليابانية: 島田雅彦) (13 مارس 1961، كاناغاوا في اليابان)؛ شاعر، كاتب، أستاذ جامعي وروائي ياباني. درس في جامعة طوكيو للدراسات الأجنبية.

## روابط خارجية
- ماساهيكو شيمادا على موقع IMDb (الإنجليزية)
- ماساهيكو شيمادا على موقع قاعدة بيانات الفيلم (الإنجليزية)